# Золото (збірка Азімова)
«Золото» (англ. Gold) — збірка науково-фантастичних оповідань американського письменника Айзека Азімова, яку опублікувало після смерті автора в 1995 році американське видавництво «Harper Prism».

## Зміст

### Частина 1: Останні оповідання
| Назва              | назва                    | рік  | тема   |
| ------------------ | ------------------------ | ---- | ------ |
| Кел                | Cal                      | 1990 | роботи |
| Зліва направо      | Left to Right            | 1987 |        |
| Фрустрація         | Frustration              | 1991 |        |
| Галюцинація        | Hallucination            | 1985 |        |
| Нестабільність     | The Instability          | 1990 |        |
| Александр Бог      | Alexander the God        | 1989 |        |
| У каньйоні         | In the Canyon            | 1990 |        |
| Прощання із Землею | Good-bye to Earth        | 1989 |        |
| Бойовий гімн       | Battle-Hymn              | 1995 | фіґхут |
| Фіґхут і суд       | Feghoot and the Courts   | 1986 | фіґхут |
| Відмовонестійкий   | Fault-Intolerant         | 1990 |        |
| Менший брат        | Kid Brother              | 1990 | роботи |
| Народи у космосі   | The Nations in Space     | 1995 |        |
| Посмішка чіпера    | The Smile of the Chipper | 1988 |        |
| Золото             | Gold                     | 1991 |        |

### Частина 2: On Science Fiction
1. "The Longest Voyage"
2. "Inventing the Universe"
3. "Flying Saucers and Science Fiction"
4. "Invasion"
5. "The Science Fiction Blowgun"
6. "The Robot Chronicles"
7. "Golden Age Ahead"
8. "The All-Human Galaxy"
9. "Psychohistory"
10. "Science Fiction Series"
11. "Survivors"
12. "Science Fiction Anthologies"
13. "The Influence of Science Fiction"
14. "Women and Science Fiction"
15. "Religion and Science Fiction"
16. "Time-Travel"

### Частина 3: On Writing Science Fiction
1. "Plotting"
2. "Metaphor"
3. "Ideas"
4. "Suspense"
5. "Serials"
6. "The Name of Our Field"
7. "Hints"
8. "Writing for Young People"
9. "Names"
10. "Originality"
11. "Book Reviews"
12. "What Writers Go Through"
13. "Revisions"
14. "Irony"
15. "Plagiarism"
16. "Symbolism"
17. "Prediction"
18. "Best-Seller"
19. "Pseudonyms"
20. "Dialog"

Шаблон:Роботи Айзека Азімова)